# Metamora, Illinois
Metamora är ett municipalsamhälle (village) i Woodford County i Illinois. Vid 2010 års folkräkning hade Metamora 3 636 invånare.